# Coleosanthus
Coleosanthus là một chi thực vật có hoa trong họ Cúc (Asteraceae).

## Loài
Chi Coleosanthus gồm các loài: